# Kahl-Burg

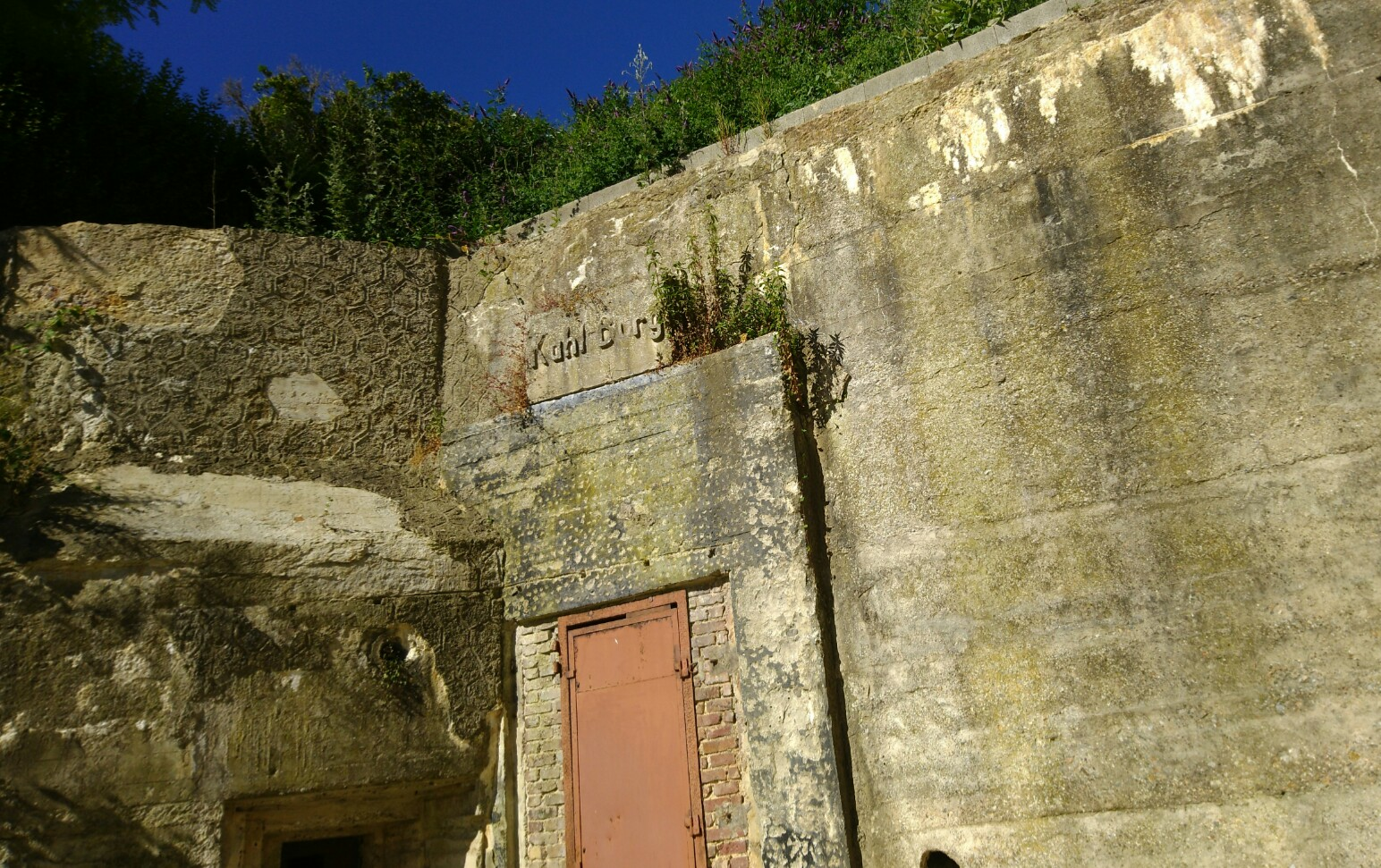
Einer der beiden versteckten Eingänge zur Kahl-Burg

Die Kahl-Burg ist ein 1942 erstelltes militärisches Bauwerk des Zweiten Weltkriegs in der Normandie in Le Tréport. Es wurde unter dem Einsatz vorwiegend weiblicher Zwangsarbeiter aus der Ukraine von der Organisation Todt erbaut und trug den Codenamen Wn Tre06. Die Kahl-Burg ist komplett in den Kreidefelsen über Le Tréport gegraben, besteht aus 32 Räumen auf vier Etagen und weist fünf Öffnungen zum Meer und zur Stadt auf, darunter drei Beobachtungs- und zwei Kampfposten.

## Beschreibung

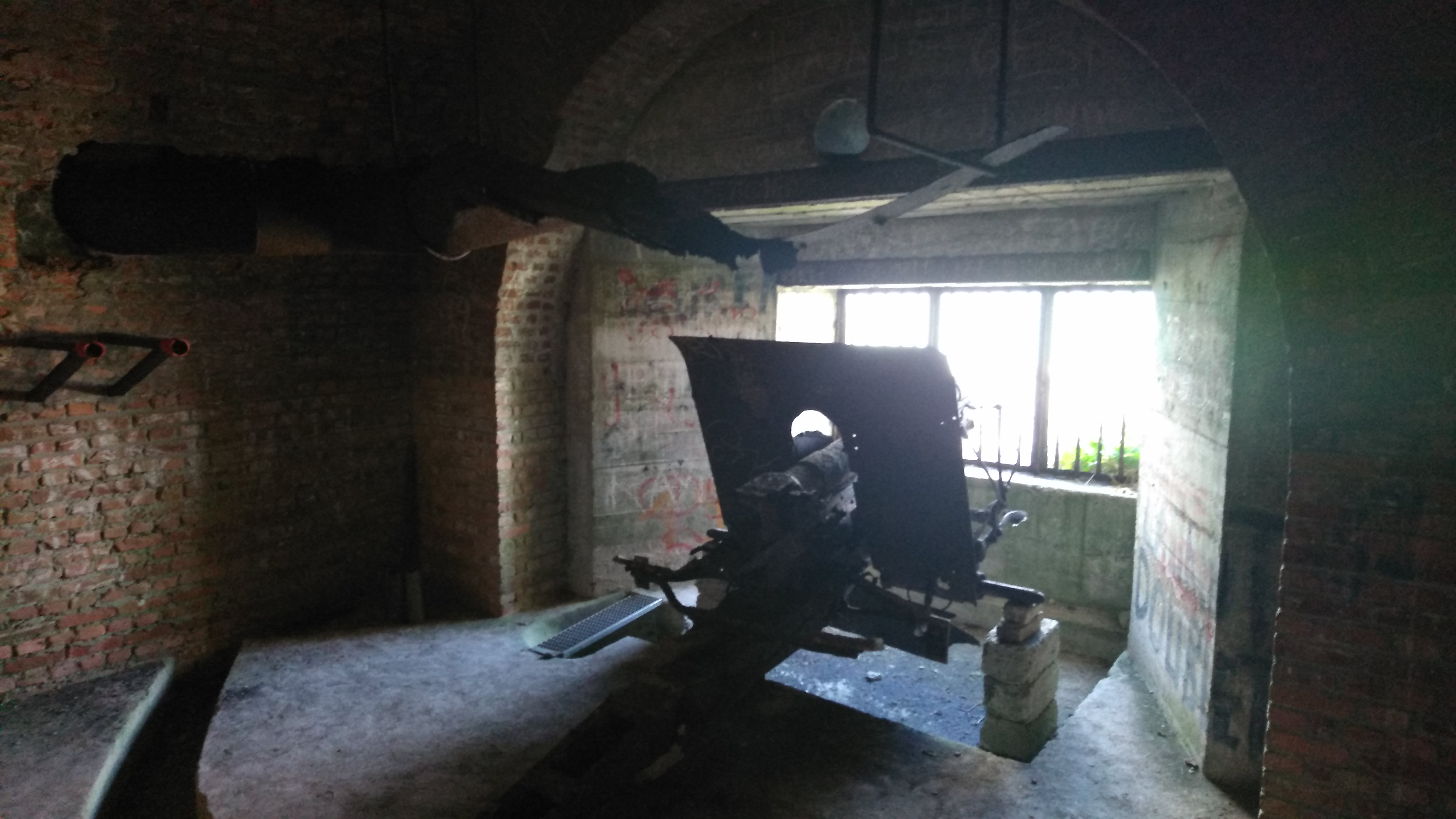
Drehbare 75-mm-Kanone in einem von zwei Kampfposten

Der Bau war die unmittelbare Reaktion des deutschen Militärs auf die Operation Jubilee: Am 19. August 1942 hatten die Alliierten, vorwiegend kanadische Soldaten, die von der Wehrmacht besetzte Nachbarstadt Dieppe angegriffen. Dieser Angriff scheiterte, machte aber zusätzliche Küstenschutzmaßnahmen notwendig.
Le Tréport wurde auch wegen des Bahnanschlusses der Stadt ausgewählt. Den Namen erhielt das Beton- und Klinkerbauwerk vermutlich von der baumlosen, kahlen Oberseite der Klippen. Es ist von der Stadt aus nicht mit bloßem Auge zu erkennen.
Die Bauarbeiten wurden von etwa 200 Zwangsarbeiterinnen in 14-Stunden-Schichten bewerkstelligt. Sie waren in Lagern im benachbarten Eu untergebracht. Etwa 20 dieser Gefangenen starben und sind in Eu beigesetzt.
Die Kahl-Burg besitzt zwei Stahltüren als Eingänge von der Straße aus. Alle Gänge zusammen umfassen 270 Meter und 225 Stufen. Die Besatzung bestand aus etwa 60 Soldaten, die zum großen Teil in den Gängen in Klappbetten schliefen. Die karge Innenausstattung kam vom später gesprengten und per Seilbahn an die Stadt angebundene Hotel Le Trianon. Die Arbeiterinnen waren angewiesen, die hellblauen Kacheln so umzudrehen, dass die Emaillefarbe nicht im Mauerwerk sichtbar war. Um die Sicht auf den Hafen zu verbessern, ließen die deutschen Militärs Teile zahlreicher historischer Gebäude abreißen.
Die Kahl-Burg war auf hohem technischen Niveau und weitgehend autark. Sie hatte ein ausgefeiltes Heizungs- und Belüftungssystem, die Kühlräume nahe der Küche bestanden aus Doppelwänden zur besseren Wärmeisolation. Ein Wassertank von oben sorgte für Frischwasser. Der Komplex besaß zwei Toiletten.
Das Mauerwerk ist fast komplett mit Klinkersteinen ausgekleidet, wurde aber nicht ganz vollendet, denn am 6. Juni 1944 landeten die Alliierten in der Normandie, am 1. September 1944 wurde Le Tréport von kanadischen Marinesoldaten befreit und die Kahl-Burg eingenommen.
In den folgenden Jahrzehnten fanden Plünderungen und Beschädigungen statt. Ein Haus entstand direkt zwischen den beiden Eingängen. Im Jahr 2001 nahm die Bürgerinitiative Le Mur de la Manche die Wiederherstellung des Originalzustands in Angriff. Sie bietet in Absprache Führungen für kleine Gruppen an. Im Eingangsbereich befindet sich eine Sammlung von Militaria. Zwei der Innenräume sind mit musealen Vitrinen ausgestattet. Die Durchschnittstemperatur beträgt über das ganze Jahr etwa 10 °C.

## Fotos

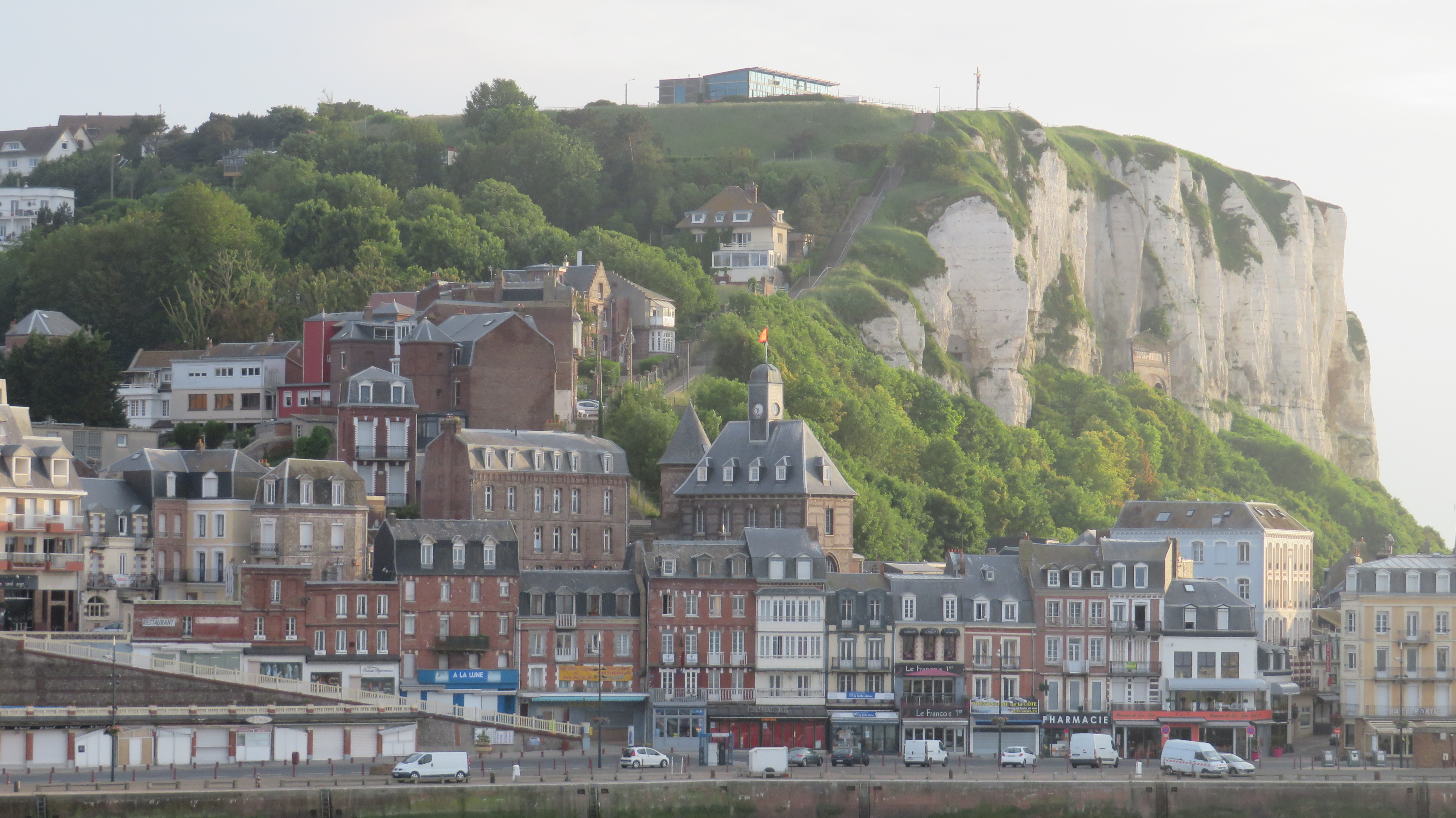
Blick von der Stadt auf die Klippe mit der Kahl-Burg
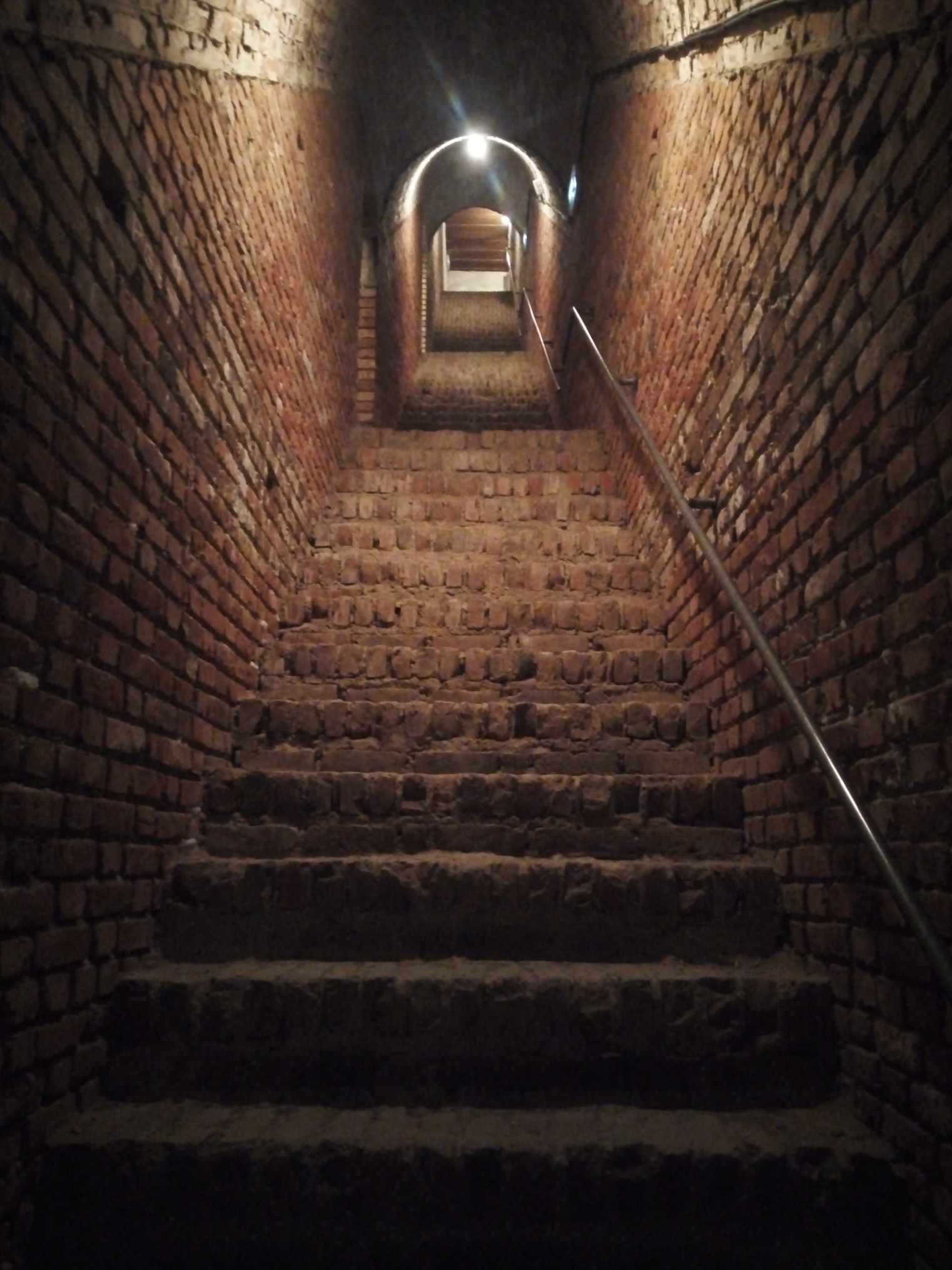
Treppe zur obersten Etage
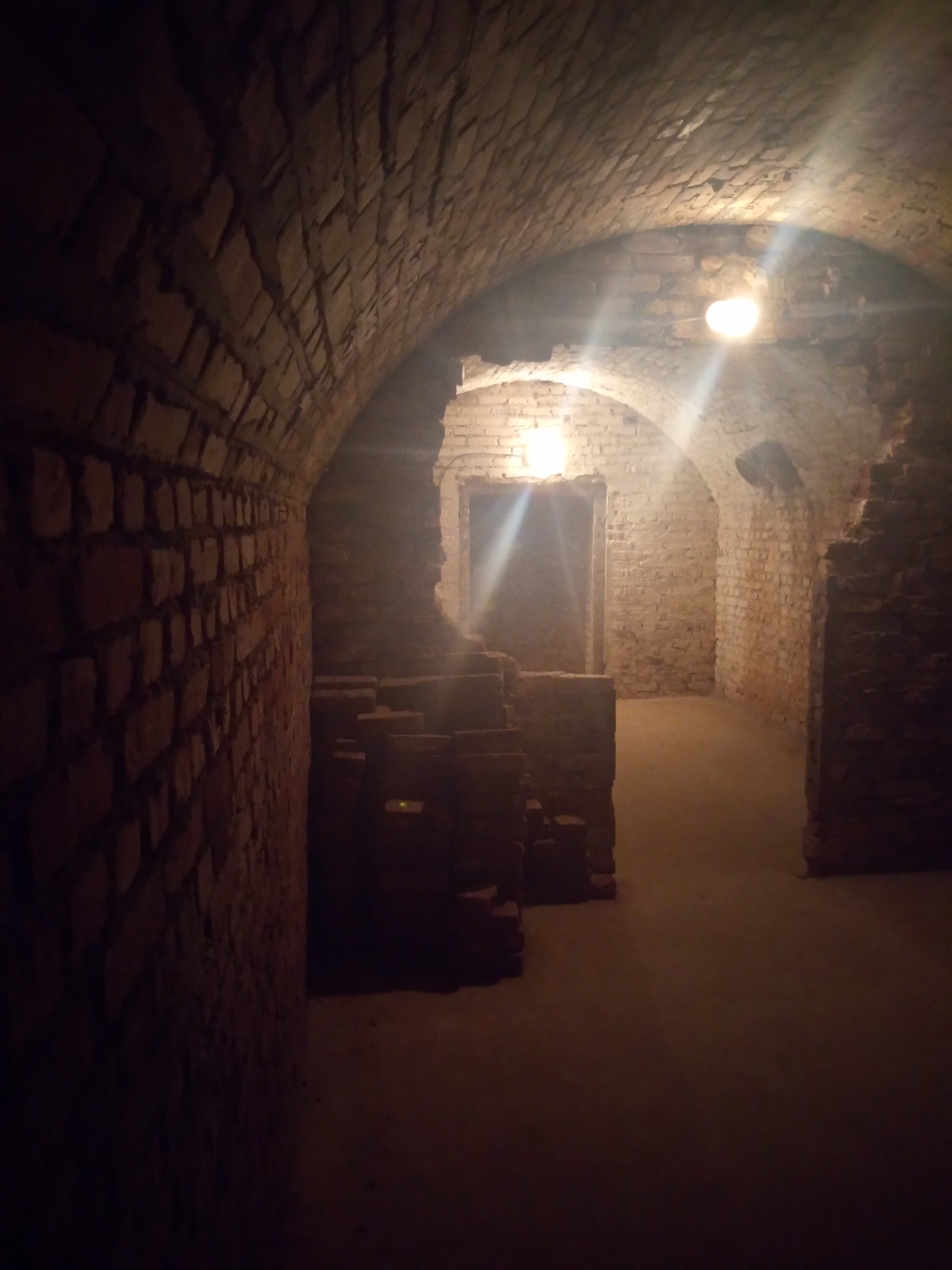
Kantinen- und Küchentrakt
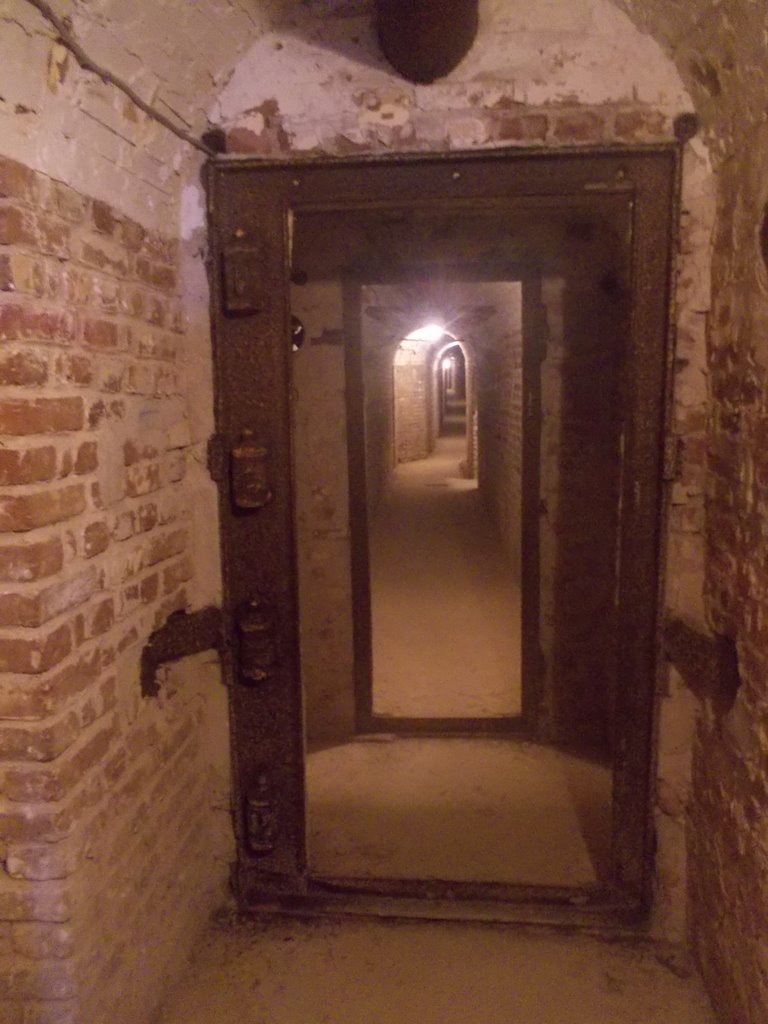
Doppelte Stahltüren zur 3. Etage
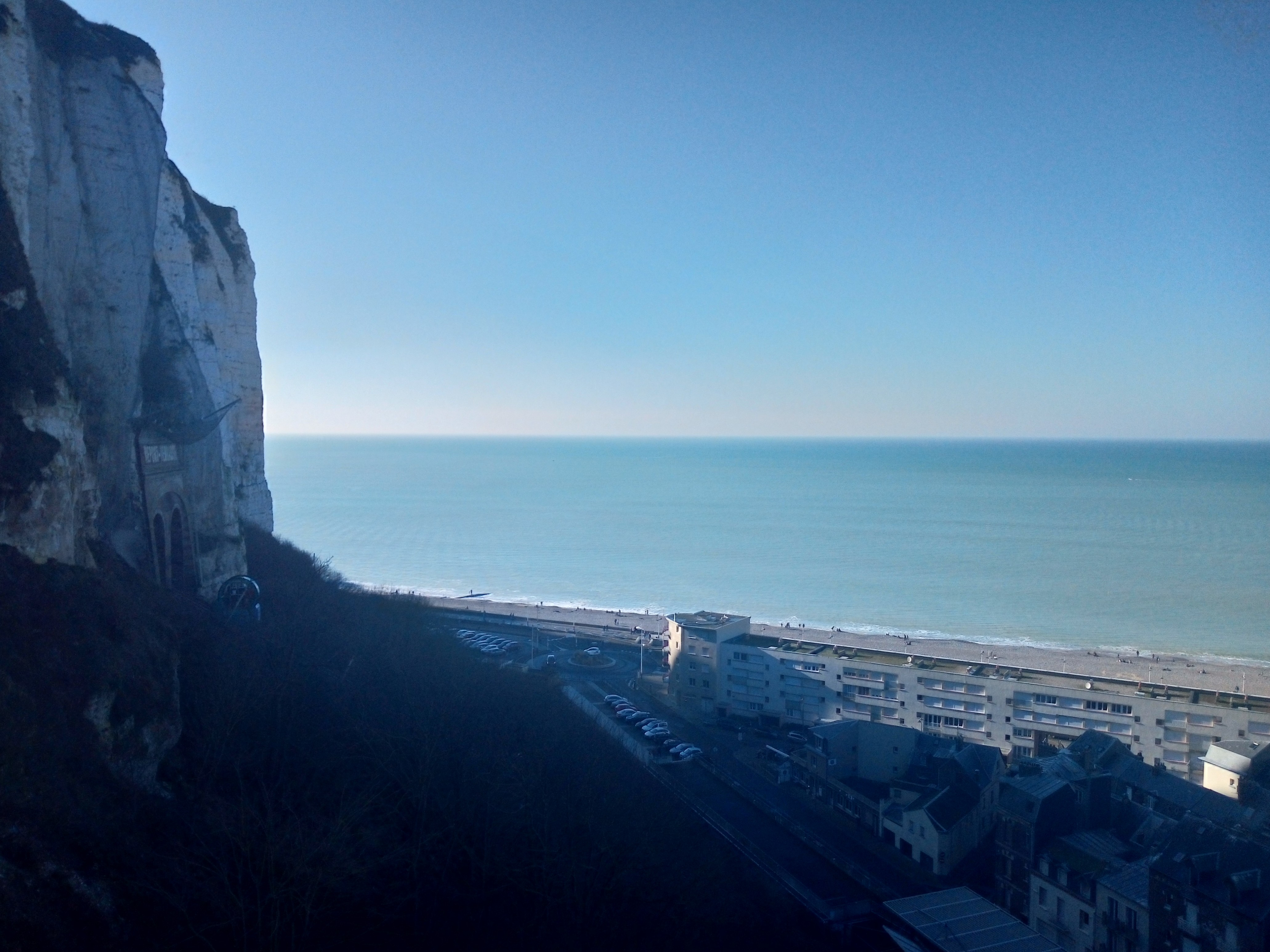
Ausblick nach Westen auf die obere Station der Seilbahn
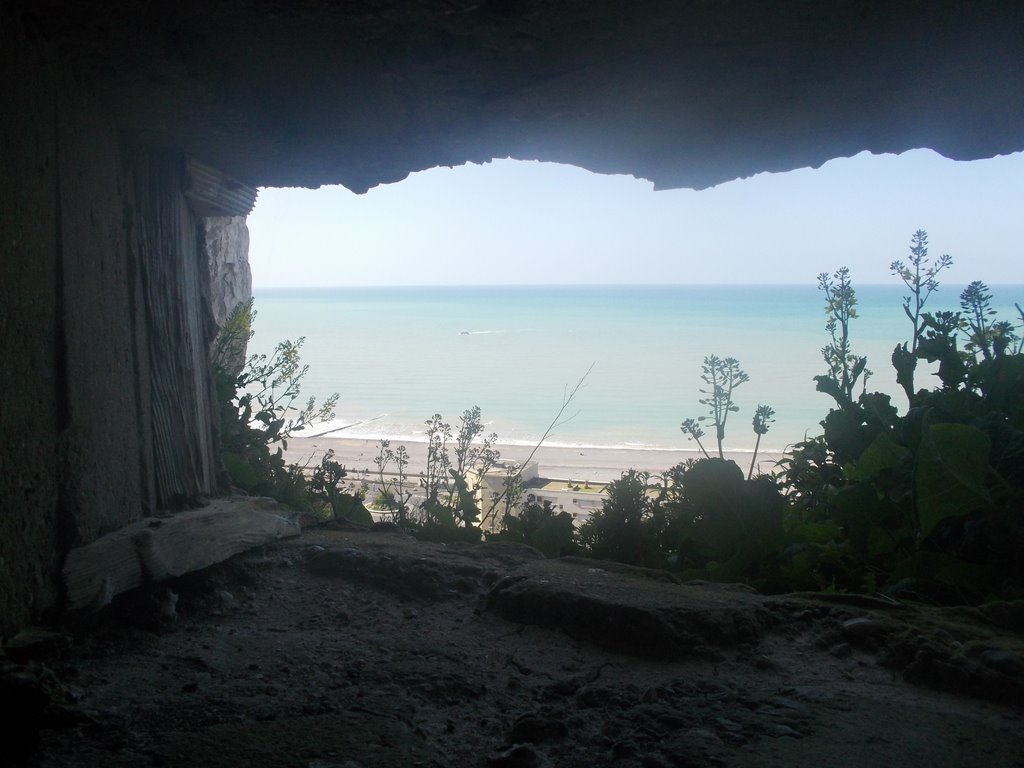
Nordwesten: Tréport Strand
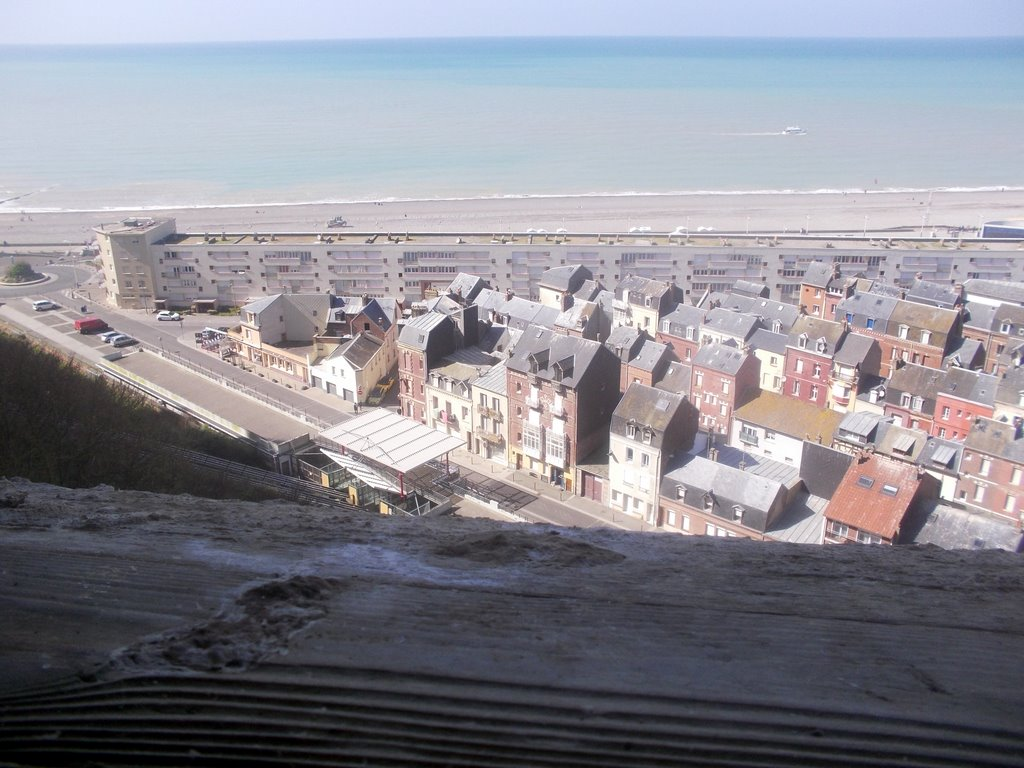
Nordwesten: untere Station der Seilbahn und die Rue de l'Amiral Courbet
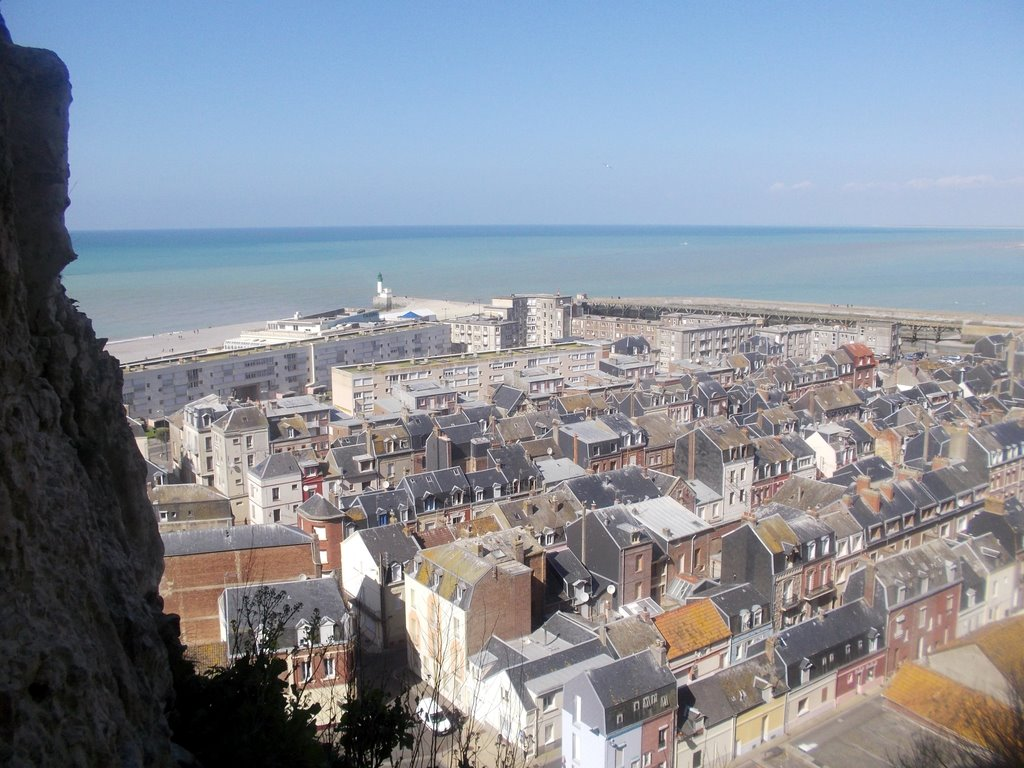
Norden: Casino
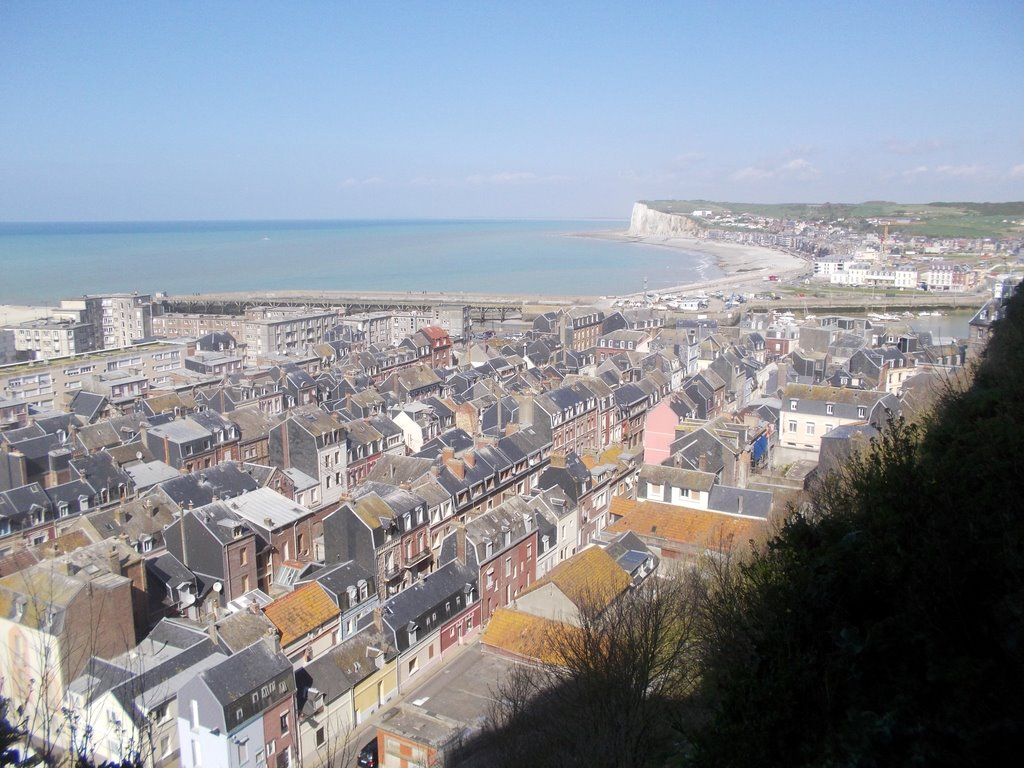
Ausblick nach Nord-Osten Richtung der Nachbargemeinde Mers-les-Bains
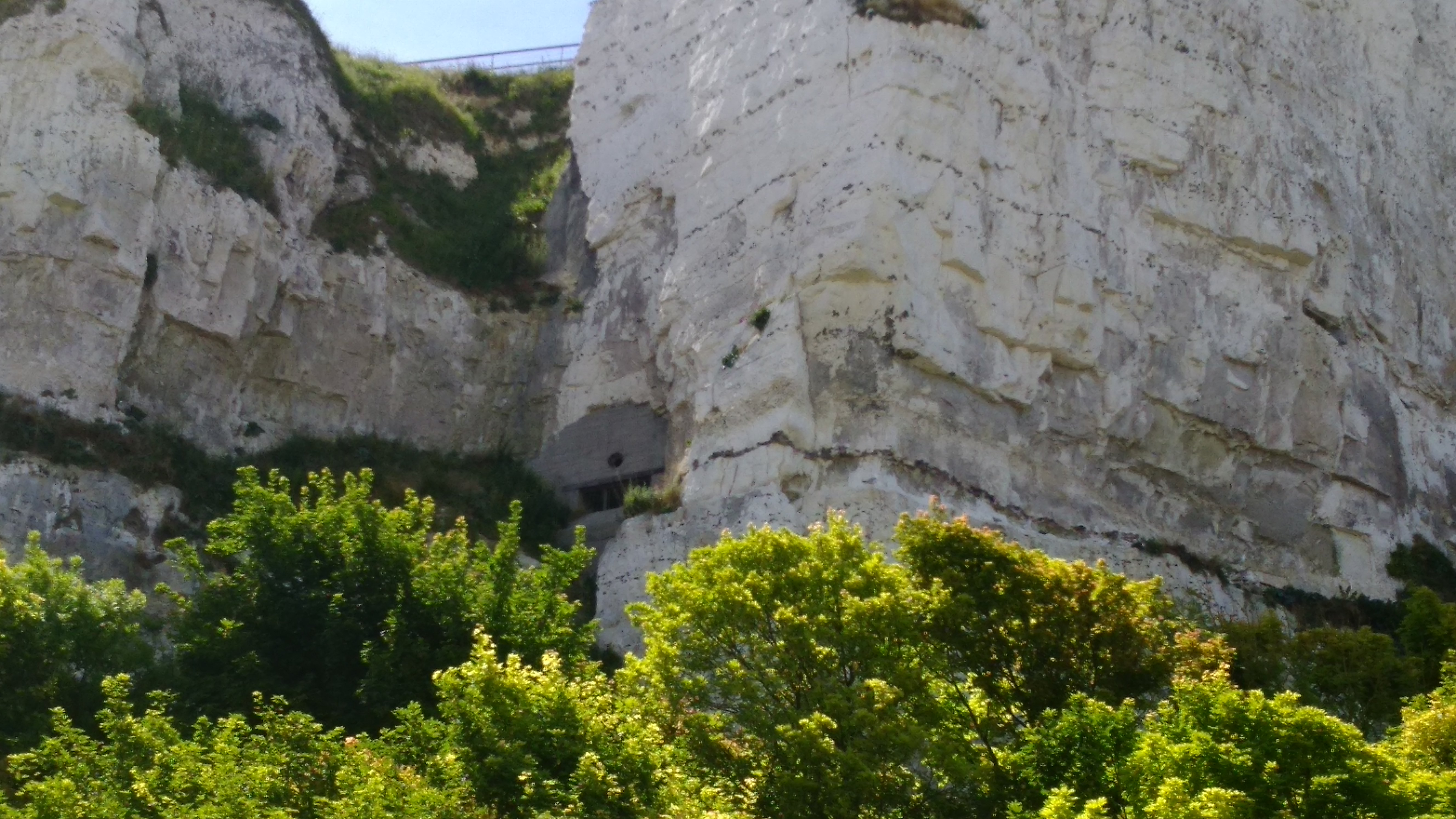
Blick von der Stadt auf die Klippe mit der Öffnung für die 75-mm-Kanone
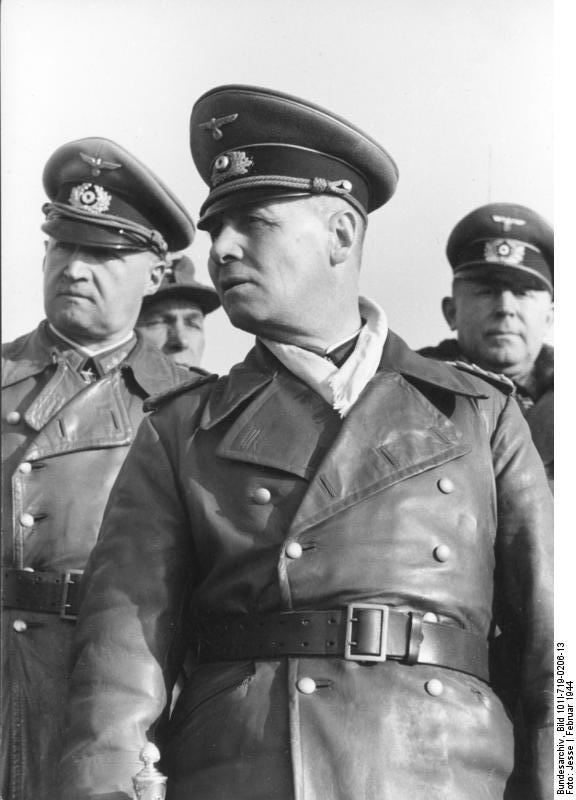
Erwin Rommel inspiziert den Atlantikwall bei Tréport 1944